# Морово
Морово (пол. Morowo, нім. Mohrow) — село в Польщі, у гміні Семишль Колобжезького повіту Західнопоморського воєводства.
Населення — 100 осіб (2011).

## Демографія
Демографічна структура станом на 31 березня 2011 року:
|          | Загалом | Допрацездатний вік | Працездатний вік | Постпрацездатний вік |
| -------- | ------- | ------------------ | ---------------- | -------------------- |
| Чоловіки | 48      | 14                 | 32               | 2                    |
| Жінки    | 52      | 17                 | 26               | 9                    |
| Разом    | 100     | 31                 | 58               | 11                   |